# 林錫耀
林錫耀（1961年12月25日—），臺灣宜蘭縣人，民主進步黨籍政治人物，現任新境界文教基金會副董事長兼民進黨選舉對策委員會召集人。曾任《噶瑪蘭週刊》主編、宜蘭縣政府環境保護局局長、臺北縣代理縣長、行政院政務委員兼臺灣省政府主席、游錫堃參選新北市市長選舉總幹事、行政院副院長、民主進步黨秘書長、新北市長候選人林佳龍競總主委、2022年民進黨選戰宜花東總督導。

## 簡介
林錫耀畢業於臺灣省立宜蘭高級中學、國立臺灣大學土木工程學系，並取得臺大环境工程硕士學位。林錫耀為民進黨天王蘇貞昌嫡系大將，於黨內具「蘇系」及「新潮流系」雙重身份，曾任行政院政務委員兼臺灣省政府主席，其胞弟為前彰化縣副縣長、前勞動部政務次長、前桃園市政府教育局局長暨現任教育部政務次長林明裕。

## 荣誉

### 中华民国勋章奖章
- 一等景星勋章（2017年9月15日于台北总统府颁授[3]）

## 爭議
2017年5月，時任花蓮縣縣長傅崑萁提出興建蘇花改二期（蘇花安），林錫耀及時任中華民國交通部部長賀陳旦批評傅崑萁「不存在的建設不需要做」，連帶否決同為民進黨籍時任立法委員蕭美琴先前提出之蘇花公路東澳-南澳段改善政策。
2019年5月29日，針對2020年民主進步黨總統提名選舉，扁聯會、喜樂島聯盟、台灣社、台灣幸福國家連線等台灣獨立運動團體近五百人包圍民進黨中央黨部，向時任中華民國總統蔡英文及其親信吶喊「蔡英文，公平初選」、「林錫耀，滾出去」、「陳明文、洪耀福、黃承國，下台」。
2021年7月，林錫耀在民進黨「線上中常會」宣稱「民進黨沒有養網軍」。臺北市市長兼台灣民眾黨主席柯文哲諷刺，民進黨有沒有養網軍，林錫耀應該去請教在2019年民進黨總統初選期間遭網軍猛烈攻擊、2020年上任中華民國副總統的賴清德，賴清德「會以一個受害人身分跟你詳細說明」。中國國民黨臺北市議員羅智強諷刺，林錫耀臉不紅氣不喘地說民進黨沒有網軍，展現民進黨「笑崩大家肚子的厚顏說謊慣性」。
2021年12月8日，林錫耀說，大家都看得到民進黨的預算，民進黨「哪有錢可以養網軍」。國民黨立法委員賴士葆諷刺，民進黨是用政府的資源來養網軍，林錫耀說詞「大概是最近聽到最大的笑話」。2022年10月12日，前中央研究院院長李遠哲批評，「民進黨走的路讓人看不慣，甚至動用網軍」，他對這部分非常在意，因為「民主國家要靠人民的力量，而不是靠『上面』（民進黨高層）的人意思」。
2022年11月26日，民進黨中央黨部舉辦2022年九合一選舉敗選後首場記者會，林錫耀說，候選人提名問題會列入檢討範圍，但這次以「徵召」方式提名也是經過黨內民主程序。林錫耀說，任何政黨都有它的體制，民進黨的體制與工作人員都很明確，側翼網軍「都不是民進黨主要成員」；至於側翼網軍是否有凌駕民進黨，外界應該自有公評。
2022年11月27日，民進黨臺北市議員王世堅說，林錫耀是例行性、官式說法，民進黨秘書長必須否認網軍影響選情，「但是每個人都心知肚明」；同時呼籲，林錫耀不要幫網軍說話，「側翼網軍從來不認為自己是男子漢大丈夫，他們只敢躲在鍵盤後面幹一些見不得人的勾當」。針對林錫耀稱側翼網軍「都不是民進黨主要成員」，資深媒體人黃創夏批評，民進黨主要成員一味跟著側翼網軍起舞，全面壓制內外質疑的理性和擔憂，還在民進黨敗選後繼續甩鍋。

## 外部連結
行政院林錫耀副院長 （页面存档备份，存于）
| 中華民國政府職務                   | 中華民國政府職務                                                  | 中華民國政府職務                   |
| ---------------------------------- | ----------------------------------------------------------------- | ---------------------------------- |
| 臺北縣政府                         |                                                                   |                                    |
| 前任： 蘇貞昌                      | 台北縣縣長 代理 2004年5月20日－2005年12月20日                     | 繼任： 周錫瑋                      |
| 台灣省政府                         |                                                                   |                                    |
| 前任： 鄭培富（代理） 正任：林光華 | 臺灣省政府主席 第十九任 2007年12月21日－2008年5月20日             | 繼任： 蔡勳雄                      |
| 行政院                             |                                                                   |                                    |
| 前任： 杜紫軍                      | 行政院副院長 第三十五任 2016年5月20日－2017年9月8日               | 繼任： 施俊吉                      |
| 政党职务                           |                                                                   |                                    |
| 民主進步黨                         |                                                                   |                                    |
| 前任： 蘇嘉全                      | 民主進步黨秘書長（首次） 第十九任 2012年6月5日－2014年5月28日     | 繼任： 吳釗燮                      |
| 前任： 羅文嘉                      | 民主進步黨秘書長（再次） 第二十三任 2020年5月20日－2022年11月26日 | 繼任： 林鶴明（代理） 正任：許立明 |